# 瞬間物質移送器
瞬間物質移送器（しゅんかんぶっしついそうき）は、アニメ「宇宙戦艦ヤマトシリーズ」に登場する架空の兵器。
広義には転送装置の一種と見なされている。

## 諸設定
「瞬間物質移送機」とも表記される。ガミラス帝国のドメルが長年構想していた、敵艦付近に自軍の戦闘機や戦闘艦艇を転送して強襲攻撃するという戦術を実現させるため、兵器開発部に開発させていた物質移送空間の発生装置。ヤマトとの七色星団決戦で実戦投入される。
複眼状のレンズを持つ発生器から、ワープさせたい対象物へワープ光線を照射する。発生器は2基で1組であり、2つの発生器から照射された光線が交わった範囲が、ワープ可能エリアとなる。光線のエリア内に収まってさえいれば、対象物の大きさや数に関係なく、任意の場所に転送することが可能である。同帝国のドメラーズ2世、デスラー艦、デスラー戦闘空母（未使用）および、ガルマン・ガミラス帝国の二連三段空母、新型デスラー艦（未使用）の艦載兵器として搭載された。航空機ではガルマン・ガミラスの重爆機に搭載されていたが、劇中では未使用となっている。

### デスラー戦法
遠方から攻撃対象の近くにワープ機能を持たない航空機や、小型戦闘用艦艇を瞬間物質移送器で移送させるガミラス軍の奇襲戦法を、地球側ではこう呼んでいる。
デスラー戦法という名前が劇中で用いられたのは『さらば』でワープアウトから奇襲してくる敵に対して南部康雄が叫んだセリフ中でのみである。実際に発案したのはドメルであるため、媒体によっては「ドメル戦法」とも呼ばれる。
攻撃側は存在を秘匿して完全な奇襲攻撃が可能なため、敵の迎撃を受けずに攻撃隊を無傷で敵艦付近に投入し、圧倒的に優位な作戦展開が可能である。また、「航空隊や戦闘用艦船が至近距離に突然出現して攻撃してくる」ことで敵の意表を突き、心理面でも先制することによる精神的な恐怖感やダメージも大きい。ヤマトシリーズの作中では航空機の航続距離の概念が希薄だが、瞬間物質移送器では往路に要する時間やエネルギーを省略できるため、行動半径や攻撃の機会の拡大も見込める。そして自力での移動・航行能力を持たない機雷のような兵器でも移送可能であるため、敵の周囲に瞬間的に機雷原を形成することさえ可能である（一種の攻勢機雷戦）。
ただし、この戦法には「味方を送り出すことはできても、連れ戻すことはできない」というデメリットがあり、退路もなく敵の眼前に移送された戦力が反撃で撃破される危険も大きい。一方、この短所は戦術・運用によってある程度はカバーできる。『ヤマト』の七色星団決戦では、ドメルは複数の攻撃隊で波状攻撃を加えて退却中の攻撃隊への追撃を許さず、ヤマト側の迎撃隊が消耗したタイミングを見計らって、止めの重爆撃機を送り込んだ。『ヤマト2』では、デスラーは退却が不要な無人の機雷を転送することで、ヤマトの波動砲を無力化している。
将棋の持ち駒の動きに近い。（但し、将棋の持ち駒は、相手（敵）に見えているので、完全な奇襲にはならない。）

## 劇中での描写
宇宙戦艦ヤマト
ドメルの旗艦ドメラーズ2世に搭載されている。第22話におけるヤマトとの七色星団決戦では、ドメルの戦術構想通りに急降下爆撃隊・雷撃隊・そして重爆撃機をヤマトの至近に転送し、先制攻撃でヤマトを追い詰める。ただし、攻撃後の急降下爆撃隊・雷撃隊はヤマト戦闘機隊によって大打撃を受けている。
さらば宇宙戦艦ヤマト 愛の戦士たち
デスラー艦の艦首に装備されている。駆逐艦を移送することでヤマトへの奇襲が成功し、ヤマトの全砲塔を撃破する。作中の説明は無いが、駆逐艦ならワープ機能を持っているはずであり、あえて瞬間物質移送器を使用した必然性が不明であるが、ワープに用いる自艦のエネルギーを節約して、ワープ終了時に即座に攻撃に移るメリットがあると推測される。ちなみにヤマトはデスラー艦の近距離にワープして反撃を行ったが、この際は接舷しての白兵戦を行っており、艦載兵器を用いていないため、ワープアウト直後にはエネルギー消耗のため即座に攻撃ができないものと想像される（もっともこの時は全砲塔が使用不能であったためどの道白兵戦を選ばざるを得なかった可能性の方が濃厚である）。
宇宙戦艦ヤマト2
『さらば』と同じくデスラー艦の艦首に装備されている。第23話で使用されており、急降下爆撃隊・雷撃隊を移送することでヤマトを奇襲して大打撃を与え、さらに磁力機雷を波動砲の砲口直前に移送することで波動砲すら封じた。
宇宙戦艦ヤマトIII
二連三段空母の飛行甲板先端に個艦装備されており、第11話で使用される。運用方法に変化が見られ、発艦する機毎に転送させる方式となっている。

## PSゲーム
PS用ゲームソフト『宇宙戦艦ヤマト 遥かなる星イスカンダル』および『さらば宇宙戦艦ヤマト 愛の戦士たち』で登場。
名称は「瞬間物質移送機」で統一されているが、基本設定はアニメ版と同じである。
PS2用ゲームソフト『宇宙戦艦ヤマト 暗黒星団帝国の逆襲』では、前作の『宇宙戦艦ヤマト イスカンダルへの追憶』の時にデスラーから見せられていたものを参考に、真田と大山が共同で開発。ブラックホール内に落ち込んでしまった味方に対して使用し、ワープさせることによってブラックホールから脱出させた。この時の瞬間物質移送機は実験作のようなものであり、実用化にはガミラスの協力が不可欠であると真田は述べている。なお、脱出に使用された移送機は、ブラックホールに呑み込まれることが前提のため、使い捨てとなった。

## リメイクアニメ
『宇宙戦艦ヤマト』のリメイク作品である『宇宙戦艦ヤマト2199』では、名称が「物質転送機」となっている。その後、『宇宙戦艦ヤマト2202 愛の戦士たち』に登場した際には「瞬間物質移送機」に改められている。
転送の具体的な原理が設定されており、母艦の波動主機を一時的に過負荷状態で駆動させ、主機の外部に次元の重複領域を拡張し、それを物質転送波（指向性を持った「ゲシュタムの穴」）として照射する。これにより、ワープ機能を持たない小型兵器をワープさせることが可能となる。
2199世界での航宙艦はワープ(ゲシュタム・ジャンプ)が可能なため航宙機のアウトレンジ攻撃が優位性を発揮出来ない。一方で恒星付近などワープが利用できない場所も存在するため空母と戦艦が共存しており、瞬間物質移送機は艦載機の威力を飛躍的に高めるものとして開発されている。
劇中での描写としては、可視光線を断続的に照射するのではなく、複眼状のレンズの個々が激しく点滅し、そのたびに数個の対象物がワープするようになっている。

### 劇中での描写（リメイクアニメ）
宇宙戦艦ヤマト2199
最高機密の試作兵器であり、七色星団海戦の折にドメラーズIII世に搭載された。旧作同様、攻撃機「スヌーカ」で編成される第二次攻撃隊、重爆撃機「ガルント」、そして雷撃機「ドルシーラ」で編成される第三次攻撃隊をヤマトの至近に転送させ奇襲を仕掛ける。試作型であるため、成功率は7割とされていた。
作中ではワープであることを見抜いた沖田が、その事実を信じられない南部を諭している。
宇宙戦艦ヤマト2202 愛の戦士たち
ノイ・デウスーラの艦首に搭載されている。懸架したゴーランドミサイルを転送しヤマトを攻撃する。
宇宙戦艦ヤマト2205 新たなる旅立ち
デウスーラⅢ世に搭載されている。劇中冒頭ではドルシーラ隊を転送し航行不能状態のボラー艦隊を奇襲する。最終決戦時には共同作戦を組んだ地球の航空隊もデザリアム艦隊へ転送している。

## 派生および類似の兵器
火炎直撃砲
『宇宙戦艦ヤマト2』に登場する、白色彗星帝国の提督バルゼーが乗艦する艦隊旗艦メダルーザの装備する艦載兵器。
PSゲーム版『さらば宇宙戦艦ヤマト 愛の戦士たち』では、ガミラス（デスラー）から供与された瞬間物質移送器の技術を応用したものという設定が追加されている。
『宇宙戦艦ヤマト2199 星巡る方舟』に登場する「火焔直撃砲」についても、ガミラスの科学奴隷に「物質転送機」の技術を用いて作らせたとされている。本作では「転送投擲器」と呼称。
ワープ光線
『宇宙戦艦ヤマト 完結編』に登場。都市衛星ウルクからこの光線を照射し、水惑星アクエリアスをワープさせている。
ミサイルランチャーワープ装置
『宇宙戦艦ヤマト 完結編』に登場。移動要塞母艦に装備されている、卵型の浮遊ミサイルランチャーを移送するための設備。瞬間物質移送器とほぼ同じ運用法であるが、ワープ光線発生器は1基である。実際の本編では、本兵器の使用シーンはカットされている。